# Minimalt ordpar
Minimalt ordpar  avser inom lingvistiken två ord, där det ena ordet är identiskt med det andra, sånär som på en fon, vilken saknas eller är utbytt i det andra ordet, och de båda orden har olika betydelse.
Om två ord har olika innebörd, och endast skiljer sig på en fon, så blir det sannolikt att fonen som inte stämmer överens också givit upphov till skillnaden i betydelse. Minimala ordpar kan därför användas för att påvisa, att en fon besitter fonematisk ställning, d.v.s. att det utgör ett fonem, den minsta fonologiska byggstenen med förmåga att ändra innebörden hos det som sägs.

## Exempel på svenska minimala ordpar
- Råtta /rota/ och rått /rot/ visar att ljudet /a/ har fonematisk ställning.
- Bil /bi:l/ och fil /fi:l/ visar att /b/ och /f/ har fonematisk ställning.

- Bar /ba:r/ och barr /bar/ visar att längden på /a/ har fonematisk ställning.

- Gripen (perfekt particip av gripa) och gripen (bestämd form av grip) visar att skillnaden mellan accent I (akut accent) och II (grav accent) har fonematisk ställning.[3]

## Källförteckning
1. ↑  ”Särskilj ord med minimala par » Folkhälsans lekdatabas”. lekar.folkhalsan.fi. https://lekar.folkhalsan.fi/spraklekar/sarskilj-ord-med-minimala-par. Läst 1 juni 2024.
2. ↑  ”Dictionary.com | Meanings & Definitions of English Words” (på engelska). Dictionary.com. https://www.dictionary.com/browse/minimal-pair. Läst 1 juni 2024.
3. ↑  Elisabeth Zetterholm (2013). ”Prosodic pitfalls when learning Swedish as a second language” (på engelska). Proceedings of the 4th Pronunciation in Second Language Learning and Teaching Conference. https://www.iastatedigitalpress.com/psllt/article/15210/galley/13709/view/.